# Islamabad (Caixmir)
Islamabad fou l'antic nom d'una ciutat de Caixmir a 33° 44′ N, 75° 12′ E / 33.733°N,75.200°E a 1 km de la riba del Jhelum. Els hindus l'anomenen Anantnag, nom que s'ha imposat després de 1949 dins l'estat de Jammu i Caixmir. Hi ha nombroses fonts termals. El nom d'Islamabad li fou donat per Islam Khan, un governador mogol de Caixmir, el 1663. El nom no va arrelar i en temps del maharaja Gulab Singh, si bé era el nom oficial, era habitualment coneguda per Anatnang.